# 동평수
동평수 이황(東平守 李潢, 1624년 ∼ ?년)은 조선중기의 왕족으로 덕흥대원군의 증손이며, 종실 진성군 이해령(珍城君 李海齡)의 3남이다.

## 생애
조선중기의 왕족으로 본관은 전주, 휘는 황(潢)이다. 덕흥대원군의 증손이며, 선조의 백형 하원군의 손자이다. 아버지는 종실 진성군 이해령(珍城君 李海齡)이고, 어머니는 현부인 안동장씨(縣夫人 安東張氏) 효덕(孝德)이다.
부인은 문화인(文化人) 유축(柳軸)의 딸로 신인 문화유씨(愼人 文化柳氏)이다.
진성군의 3남으로 갑자(甲子) 1624년(인조 2) 탄생하여 초수 동평부수(東平副守)에 책봉되었다. 1652년(효종 3) 차비문(差備門) 밖에서 격쟁(擊錚)을 하여 수금(囚禁)되고 치죄(治罪)를 당하였다. 1657년(효종 8) 동평수(東平守)에 봉작되었다가 동평부수(東平副守)로 강등되었다. 1662년(현종 3) 선조(宣祖)의 어필(御筆)을 진헌(進獻)하여 명선대부(明善大夫)에 가자되었다. 동평수(東平守)의 봉작을 받고 별세하여 천안 선영에 예장하였다.

## 가족 관계
- 아버지 : 진성군 이해령(珍城君 李海齡)
- 어머니(계모) : 현부인 당성김씨(縣夫人 唐城金氏), 사과(司果) 당성인(唐城人) 김세응(金世應)의 딸.
- 어머니(생모) : 현부인 안동장씨(縣夫人 安東張氏), 이름은 효덕(孝德).
- 부인 : 신인 문화유씨(愼人 文化柳氏), 문화인(文化人) 유축(柳軸)의 딸.
  - 장남 : 이여한(李汝漢)
  - 2남 : 이시한(李時漢),
  - 3남 : 이민한(李敏漢)
  - 4남 : 이운한(李雲漢), 숙부(叔父) 종실 완평군 이홍(完平君 李洪)에게 출계.
- 후실 : 만예(蔓禮)
  - 딸 : 이우연(李偶然)